# Отдельная эскадрилья разведывательной авиации Войск охраны пограничья
Отдельная эскадрилья разведывательной авиации Войск охраны пограничья (пол. Samodzielna Eskadra Lotnictwa Rozpoznawczego WOP) — авиационное подразделение Войск охраны пограничья, существовавшее в 1958—1970 годах.

## Краткая история
Отдельная эскадрилья разведывательной авиации ВОП была образована в соответствии с организационным приказом № 019/WW от 23 октября 1958 года. Она подчинялась командованию ВОП в Варшаве и размещалась на двух базах: на авиабазе в Щецин-Домбе и в Вицко-Морске. Также у неё было два аэродрома на Балтийском побережье Польши. В 1961 году эскадрилье присвоен позывной «Вагон» (пол. Wagon).
В 1967 году эскадра была подчинена Морской бригаде пограничных кораблей, штаб которой располагался в Гданьске (Новы-Порт). Расформирована в соответствии с организационным распоряжением № 082/org. от 14 сентября 1970 года.

## Организационная структура
Изначально в составе отдельной эскадрильи разведывательной авиации ВОП были командование, подразделение обслуживания и четыре звена самолётов Ан-2 на поплавковом шасси. Личный состав насчитывал 99 солдат и 2 гражданских. С 1963 года в составе эскадрильи были два звена дальней разведки (самолёты Ли-2 и Ан-2М) и одно звено ближней разведки (самолёты Як-12, авиабаза Гданьск-Вжещ).

## Командиры
- капитан Марьян Валевский
- капитан Ежи Годлевский
- капитан Рышард Межвиньский
- командор-подпоручик Стефан Матысяк